# Jean-Jacques Lénient
Pas d'image ? Cliquez ici

a Compétitions nationales et continentales officielles uniquement.

b Matchs officiels uniquement.
Jean-Jacques Lénient, né le 23 mars 1943 à Saint-Prix, est un joueur français de rugby à XV, qui a joué avec l'équipe de France au poste de trois-quarts aile.

## Carrière de joueur

### En équipe de France
Jean-Jacques Lénient dispute un test match le 10 décembre 1967 contre l'équipe de Roumanie.

## Statistiques en équipe nationale
- 1 sélection